# ポケモンバトルレボリューション
『ポケモンバトルレボリューション』は、2006年12月14日に株式会社ポケモンより発売されたWii用ロールプレイングゲーム。アメリカでは2007年6月26日に、ヨーロッパでは2007年12月7日に発売。

## 概要
このゲームはニンテンドーDS（以下「DS」）版のポケモンシリーズに対応して、DS版で育てたポケモンたちで3Dの臨場感あふれるバトルを体験することができ、またニンテンドーWi-Fiコネクションにより遠隔地のプレイヤーともバトルができる。操作はワイヤレス通信によりDS本体をWiiのコントローラー代わりとする（Wiiリモコンだけでも操作は可能）。ゲームボーイアドバンス（以下「GBA」）版のポケモンシリーズには対応していない。2010年以降に発売された「ポケットモンスター ブラック・ホワイト」「ポケットモンスター ブラック2・ホワイト2」にも対応していない。
本作では『ダイヤモンド・パール』からの新種ポケモンはもちろん、GBA版シリーズに登場した386種も含む493種類のポケモンのモデルやモーションを新しく作り直している。ただし、アクションが追加されただけでモデルは従来の物がそのまま使用されているポケモンもいる。また、画面は4:3で製作されているため、ワイド表示しても両サイドに黒い帯が入る。
これまでのシリーズでは、体当たりやパンチのような技は立ち止まったまま繰り出されていたが、今作ではそれも解消されており、より新しいアクションが見られるようになった。

## ゲームシステム
DS用ソフト『ポケットモンスター ダイヤモンド・パール』（後に発売された『ポケットモンスター プラチナ』『ポケットモンスター ハートゴールド・ソウルシルバー』）にも対応。ただし、プラチナとハートゴールド・ソウルシルバーの場合、対戦時に出てくる主人公は「ダイヤモンド・パール」の姿になる）で育てたポケモンで、ノンプレイヤーキャラクター、または他のプレイヤーと対戦することができるモード。
これまでジニアス・ソノリティがニンテンドー ゲームキューブで開発した『コロシアム』『XD』はRPGとしての要素が強く、対戦についてはおまけ程度のものしかついていなかった。しかし本作はうってかわって対戦機能が大きく充実し、対戦時の実況の復活（担当は堀内賢雄）、ポケモンの鳴き声の電子音からのアレンジなど、『ポケモンスタジアム』の特徴を色濃く受け継ぐソフトとなっている。
しかし、プレイヤー同士の対戦では2対2のマルチバトルをすることはできない。当初は可能であると発表されていたので、技術的あるいは開発期間の問題があったと推測される。また、『ポケモンスタジアム』のような一覧機能が使えず、Wii-DS間でのポケモンを移す相互機能もなくなっている。
コロシアムをクリアすると、「ポケクーポン」というお金がもらえ、これで後述のトレーナーの服装のパーツや、ダイヤモンド・パール・プラチナ・ハートゴールド・ソウルシルバーに贈れる「ふしぎなおくりもの」を購入することができる。
コロシアムでの対戦では一部を除き、シングル・ダブルともに手持ちポケモンが1匹も「ひんし」にならなければ「パーフェクトポイント」がもらえ、途中で負けても獲得ポイントに応じてコンティニューが可能となる。ただし、中にはコンティニューできないコロシアムもあるので注意。また、パーフェクトポイントが多いともらえるポケクーポンも増える。

## 舞台
ポケトピア
南の島にあるポケモンバトルのテーマパーク。内部には、チームバトルが開催される「ウォーターコロシアム」、セレクトバトルが開催される「サンセットコロシアム」、レンタルバトルが開催される「ゲートコロシアム」などそれぞれルールの違った10のコロシアムがある。
ポケトピアには、全国から腕のあるトレーナーがたくさん集まってきている。さらにそれぞれのコロシアムには一般トレーナーの中でも群を抜いた実力を持つトレーナー「コロシアムリーダー」と、それを上回る「コロシアムマスター」が待ちかまえている。

## コロシアム
コロシアムによって「しぜんのちから」「ひみつのちから」「ほごしょく」の効果が変化する。
ゲートコロシアム
ポケトピアの玄関にあるコロシアム。海上に浮かんでおり、ポケトピアを一望できる。時間帯は夜。ここでは、予め用意された「レンタルパス」を使って戦う「レンタルバトル」が行われている。一般トレーナー6人に勝つと、コロシアムマスターの「ジョー」と戦うことが出来る。
コロシアムマスター・ジョー
タキシードに身を包んだ青年。平静を装っているがつい熱くなることも。ノーマルタイプのポケモンを使うことが多い。
ストリートコロシアム
ポケトピアのメインストリートにあるコロシアム。巨大なパチリスやビッパのバルーンがセットされている。時間帯は昼。一般的な勝ち抜き形式でバトルを行う。一般トレーナー6人に勝つと、コロシアムリーダーの「テイル」と戦う事が出来る。
コロシアムリーダー・テイル
パチリスのコスチュームを着た女の子。ポップな見た目とは裏腹に礼儀正しい。みず、でんきタイプを中心にバランスの良いパーティを組む。パチリスを最後まで使い続ける。
ウォーターコロシアム
大きな滝の中腹にあるコロシアム。時間帯は昼。1対1の5本勝負をし、先に過半数勝利した方が勝ちというルールのバトルを行う。一般トレーナー6人に勝つと、コロシアムリーダーの「マリン」と戦う事が出来る。
コロシアムリーダー・マリン
カイオーガのコスチュームを着た少女。活発で勝気な性格。みずタイプを使い、Lv50フラットルール終盤ではカイオーガを使用する。雨を降らせて戦うことも多い。
カジノシアターコロシアム
いつも人で賑わっているコロシアム。高層ビル群の中枢に存在している。時間帯は夜。相手と自分のポケモンを全て混ぜ、ルーレットで使用ポケモンを選び戦うというルール。自分のポケモンを相手が使う事もあり、相手のポケモンのみで自分が戦う事もある。一般トレーナー6人に勝つと、コロシアムリーダーの「ラプラ」と戦う事が出来る。
コロシアムリーダー・ラプラ
ロズレイドのコスチュームを着た女性。ロゼリアと進化系のロズレイドを手持ちに入れている。ギャンブル性の強いバトルが好き。
クリスタルコロシアム
クリスタルが散りばめてある洞窟内が舞台のコロシアム。自分を含めた16人でトーナメント戦をするバトル形式で、誰と戦う事になるか分からない。一般トレーナー4人に勝つと、コロシアムリーダーの「ボルド」と戦う事が出来る。トーナメント戦のため、コンティニューは不可能で一度負けると失格となって最初からやり直しになる。
コロシアムリーダー・ボルド
エレキブルのコスチュームを着た大男。エレキッド、エレブー、エレキブルを中心にでんきタイプのポケモンを使用する。
サニーパークコロシアム
広々とした公園の中にあるコロシアム。周囲には観覧車など憩いの施設が多い。時間帯は昼。ストリートコロシアムと同じく、一般的な勝ち抜き形式でバトルを行う。一般トレーナー6人に勝つと、コロシアムマスターの「リボン」と戦う事が出来る。
コロシアムマスター・リボン
.中華風のコスチュームの女性。身軽な動きが特徴。
マグマコロシアム
火山島の火口にあるコロシアム。時間帯は昼。一般トレーナー5人と総当り戦をし、勝ち点が最も高ければコロシアムリーダーの「ダイ」と戦う事が出来る。コンティニューは不可能だが負けても続けられ、総当り戦を終えた時点で1位になっていない場合は失格で最初からやり直しになって、1位になっても同じ点数で同率になった場合でも失格で最初からやり直しになる。
コロシアムリーダー・ダイ
グラードンのコスチュームを着た少年。荒々しく生意気な口調が特徴。じめんタイプやほのおタイプといった、大地に関するタイプのポケモンを使う。
サンセットコロシアム
大昔バトルの聖地だったと言われているコロシアム。時間帯は夕方。ランダムに提示される12匹のポケモンの中から、3匹または4匹を選び戦う。一般トレーナー3人に勝つと、コロシアムリーダーの「ルイン」と戦う事が出来る。
コロシアムリーダー・ルイン
ルカリオのコスチュームを着た青年。クールな感じの話し方が特徴。彼との対戦時には、必ずリオルまたはルカリオが使える。
キャッスルコロシアム
月に照らされたステンドグラスが特徴のコロシアム。時間帯は夜。ストリートコロシアム・サニーパークコロシアムと同じく、一般的な勝ち抜きバトルを行う。一般トレーナー6人に勝つと、コロシアムマスターの「ルトガー」と戦う事が出来る。
このコロシアムでは一定の確率で「きりがふかい」状態になり、その場合ポケモンの命中率が下がってしまう（「はどうだん」など、必中技は除く）。
コロシアムマスター・ルトガー
マフィアの首領を思わせるような、しゃれた服装の大男。専用BGMは、彼に似つかわしくないくらいコミカルなもの。
スタービューコロシアム
ポケトピアの中心部に存在する幻想的なコロシアム。今まで戦った全てのコロシアムリーダーと再戦、全員に勝つとポケトピアマスターの「ミステリオ」と戦う事が出来る。
初クリア後には、ショップに「ひみつのおくりもの」が追加される。中身は「ボルテッカー」や通常では覚えない「なみのり」を覚えて、貴重なアイテムの「でんきだま」を持ったピカチュウ。
ポケトピアマスター・ミステリオ
ポケトピア一の実力者とされる小柄な男性。マジックも使える。
コーラルコロシアム
南島を思わせるコロシアム。DSバトルモード及びWi-Fi対戦でのみ出現する。一般トレーナーやコロシアムリーダーとのバトルは存在しない。

### エンディング後のコロシアム
以下のコロシアムは、エンディング後にルールが変わる。
ゲートコロシアム
勝つたびに相手のポケモンと自分の「レンタルパス」のポケモンを交換して自分だけの「レンタルパス」を作ることが可能となる「トレードバトル」に変化する。コロシアムマスターのジョーともポケモンの交換が可能。ただし、途中で負けてリタイアすると、挑戦前のポケモンに戻ってしまう。
サニーパークコロシアム
「タマゴから生まれるポケモン」であり「進化できるポケモンでまだ進化していない」という条件を満たす「レベル5」のポケモンのみでバトルする「リトルバトル」に変化する。すなわち、DS版からポケモンをストレージしていないと挑戦できない。また、リボンの肩書きが「リトルクイーン」に変わる。
キャッスルコロシアム
全てのポケモンが「ひんし」状態になるまでに何連勝できるかという勝ち抜き戦の「サバイバルバトル」に変化する。「サバイバルバトル」では通常とは異なり、勝ってもポケモンの回復や持ち物がリセットされないため、回復やリセットをするにはWiiリモコンを使ったルーレットをして回復する必要がある。ただし回復の効果が大きいものほど範囲が小さく、回復が全くされない「ハズレ」もある。
コンティニューは不可能で、一度負けると失格となり、最初からやり直しになってポケクーポンは全くもらえない。またダブルバトルの場合は、残り1匹の状態で勝ち抜いてルーレットでもう1匹のポケモンを回復しない状態になった時点でも、失格となってポケクーポンは全くもらえない。ただしバトル後の選択でリタイアを選んだ場合は、勝ち抜いた人数に応じてポケクーポンがもらえ、初めて50連勝・100連勝したときもバトルパスのご褒美がもらえる。ただし、勝ち進むほど相手の手持ちポケモンが増え、伝説のポケモンなどの使用頻度も高くなっていく。ルトガーの肩書きは「サバイバルキング」となり、10回目・20回目…と、10の倍数の回ではルトガーが相手となる。また、初めて100連勝すると、以後プレイヤーも「サバイバルキング」「サバイバルクイーン」を名乗れるようになる。
スタービューコロシアム
.実戦においてよく使用される戦術を使うCPUとバトルする「マスターズバトル」に変化する。全8セットあり、1セットが4回戦まである。クリアすれば次のセットが選べるようになって、1度クリアしたセットは何度でもプレイできる。各セットの4回戦目はコロシアムマスター及びポケトピアマスターとのバトル。
4戦目は、第1セットと第5セットではマスタージュニアのジョーが登場し、フィールド全体を攻撃する戦術を披露する。第2セットと第6セットではマスターミドルのリボンが登場し、変化技・補助技を多用した耐久型の戦法を披露する。第3セットと第7セットではマスターシニアのルトガーが登場し、「つじぎり」等でひたすら急所を突いてきたり、「だいばくはつ」を使うなど攻撃的な戦術を披露する。第4セットと第8セットではマスターオブマスターのミステリオが登場し、最強ランクの伝説のポケモンを多用し挑戦者を圧倒する。なおミステリオが使用するポケモンは、ポケモンをコピーしたバージョンによって異なる。コンティニューは不可能で、一度負けた時点で失格となって最初からやり直しになる。

## バトルパス
ポケモンでは初めてとなる、「トレーナー・コーディネート」なる機能が登場する。髪型、服装や名前、肩書きを自由に編集して、自分だけのポケモントレーナーをアバターとしてバトルパスに登録し、画面上に登場させることができる。服装などはバトルを勝ち抜くことで手に入れたり、ショップに入荷したりする。肩書きも服装やプレイ状況、セットしているポケモンによって増える。また、バトル時の決め台詞なども設定することができる。
トレーナーのベーススタイルは「しょうねん」「おにいさん」「マッチョ」「しょうじょ」「おねえさん」「おんなのこ」の6種類が存在する。各ベーススタイルごとに専用の服装が用意されているが、一部全ベーススタイル共通の服装もある。
コロシアムリーダーの衣装も、エンディング後に該当するコロシアムをLv50フラットでクリアすると手に入れる事ができる。また、稀に色違いの衣装を身につけている時があり、倒すと色違いの衣装を手に入れる事ができるが、既にそのコロシアムリーダーの衣装を手に入れているともらえない事と、色違いの衣装で出る確率は普通のポケモンの色違いが出る確率と同じ（1/8192）である為入手するのは極めて困難となっている。
バトルパスには「オリジナルパス」「レンタルパス」「フレンドパス」の3種類がある。
オリジナルパス
ダイヤモンド・パール・プラチナ・ハートゴールド・ソウルシルバーからストレージにコピーしたポケモンを自由にセットできるパス。
ただし、ポケモンをセットした後、そのポケモンをDS版で逃がすなどして、次回コピー時にストレージからいなくなると、バトルへ参加できるが、バトルパスからはずす以外の操作ができなくなり、はずすと完全にいなくなってしまう。
オリジナルパスは柄が多数用意されているが、ゲーム開始時は3種類しか使えない。しかし、ゲームを進めていくとどんどん新しい柄がもらえる。
レンタルパス
ゲートコロシアムで手に入れられるパス。6種類存在し、ゲームを進めていくと順次登場する。
レンタルパス専用の柄となっており、色とベーススタイルの組み合わせが決まっていて変更できない。
ゲートコロシアムでパスを借り、そのパスでジョーを倒すと、使ったパスをそのままもらえる。ただし、しょうじょとしょうねんのパスはゲーム開始時にどちらか好きな方を無条件でもらえる。
ストレージのポケモンをセットすることができないが、エンディング後に前述のトレードバトルでポケモンを交換することで強くすることが可能。
フレンドパス
Wiiリモコンで持ち運んだり、Wi-Fiバトルで交換することで入手できるパス。編集は一切できず、フリーバトル以外では使えない。最大で60枚まで持てる。
Wiiリモコンにバトルパスをセーブし、他のデータでロードすると、そのセーブしたパスがフレンドパスとして追加される。ただし、同じデータからすでにパスをもらっていたら、古いパスは削除されて新しい方が保存される。
Wi-Fiバトルでも対戦後に交換が可能。「ともだちとバトル」では自動的にフレンドパスが交換されるが、「だれかとバトル」では、お互いが同意する必要がある。
フレンドパスが20、40、60枚になると、新しいオリジナルパスの柄がもらえる。
北米の人とWi-Fiバトルをして、フレンドパスの交換に成立すると、
北米版のみしか入手できない幻のバトルパスの柄を持つフレンドパスを入手できる場合がある。ただし、オリジナルパスとしては使用できない。また、北米版・欧州版にも発表されていないバトルパスの柄が複数存在する。

## Wi-Fiバトル
ニンテンドーWi-Fiコネクションを用いて、全国のプレイヤーと対戦ができるモード。現在はサービス終了しているためこのモードは利用できない。
だれかとバトル
対戦相手を募集し、みしらぬ誰かと対戦ができるモード。主なルールは以下のとおり。
- レベルは50に統一。
- ポケモン6匹を見せ合った上でシングル3匹/ダブル4匹を選択する。
- 全国図鑑No1フシギダネ～No493アルセウスまで全てのポケモンが使用可能。ただし、ギラティナ（オリジンフォルム）・シェイミ（スカイフォルム）・フォルムチェンジしたロトムは使用不可能。
- 同じポケモンを2体以上使用可能。
- 2体以上のポケモンを「ねむり」「こおり」にできる。
- 制限時間は60秒。

ともだちとバトル
フレンドリストに追加した人と対戦ができるモード。だれかとバトルとは違い、ある程度の対戦ルールは自分で決められる。

## 攻略本
- 任天堂公式ガイドブック ポケモンバトルレボリューション ISBN 9784091063557 - 小学館（発売日:2007年2月22日）
- ポケモンバトルレボリューション 公式完全クリアガイド ISBN 9784840118088 - メディアファクトリー（発売日:2007年2月16日）
- ポケモンバトルレボリューション 最強トレーナーズガイド ISBN 9784757733985 - エンターブレイン（発売日:2007年2月16日）
- Nintendo DREAM 任天堂ゲーム攻略本 ポケモンバトルレボリューション 厳選ポケモン100匹! バトル必勝ガイド ISBN 9784839923143 - 毎日コミュニケーションズ（発売日:2007年2月16日）